# ومضة كابيتال
شركة ومضة كابيتال هي شركة رأس مال استثماري وتأسست في العام 2014، في الإمارات العربية المتحدة. وتستثمر الشركة في المراحل الأولى وفي الشركات الناشئة. تخدم ومضة كابيتال عملائها في الأردن والإمارات العربية المتحدة وفي منطقة الشرق الأوسط وشمال إفريقا. الشركة لا تتقيد بصناعة محددة وتستثمر في كل من الشركات الناشئة وتسثتمر في الشركات التقنية والغير تقنية. كما تدعم ومضة الشركات الناشئة بعد مرحلة الاستثمار المالي، وتساعدها على النمو وتعظيم إمكاناتها.
تتكون الشركة من قسمين، منصة ومضة عبر الإنترنت والتي تحتفي وتشجع ريادة الأعمال في المنطقة من خلال المقالات والأبحاث الأصلية، وصندوق ومضة كابيتال، الذي يجمع الأموال من المستثمرين للشركات الناشئة.

## دعم الشركات الناشئة
في يونيو من العام 2015 م أطلقت ومضة صندوق تمويل بقيمة 75 مليون دولار حيث ساهمت ومضة في موقع جملون للتحول من مؤسسة إلى شركة وشركة ليتل بتز والتي تمثل مكتبة مفتوحة المصدر للوحدات الالكترونية البسيطة وتلتصقق ببعضها بواسطة الكترونيات صغيرة بهدف عمل النماذج والتعلم. وشركة نيوز جروب انترناشيونال والتي تختص بصناعة المحتوى الإخباري والتأمين المصادر والرصد.
وفي العام 2016 ترأست ومضة، استثماراً بقيمة 18.3 مليون درهم في شركة خرابيش وبمساهمة صندوقي الاستثمار إيندفر كاتاليست وداش فينتشرز. لدعم توسع خرابيش جغرافياً في دبي وجدة والرياض.
وصرح فادي غندور في العام 2018 أن شركة كريم المتخصصة في خدمات التوصيل هي أكبر استثمار لدى الشركة.
وقامت ومضة في نفس العام مع 3 شركات في الاستثمار في عقار ماب وهو سوق الكتروني ساهم في بيع 15000 عقار في العام 2017 في مصر.

وفي العام 2020 جمعت ومضة تمويلا بقيمة 3.5 مليون دولار لشركة ألعاب الهواتف المحمولة في الشرق الأوسط «طماطم» لتنمية المجال التسويقي للألعاب ومواصلة تأثيرها.
وفي نفس العام قامت ومضة بترأس جولة استثمار في منصة أعناب لتدريب المعلمين العرب، بقيمة 1.5 مليون دولار، لدعم التوسّع في العمليات والوصول إلى شرائح وأسواق جديدة في قطاع تدريب المعلمين عن بعد.